# 有栖川宮職仁親王
有栖川宮職仁親王（ありすがわのみや よりひとしんのう　正徳3年9月10日（1713年10月28日） - 明和6年10月22日（1769年11月19日））は、江戸時代の皇族。世襲親王家の有栖川宮第5代当主。霊元天皇第16皇子。
有栖川流書道の創始者である。享保元年（1716年）に、有栖川宮の第4代当主正仁親王が嗣子なく没したため、有栖川宮を相続した。享保11年（1726年）に親王宣下・中務卿となる。寛延2年（1749年）5月に一品に叙せられる。霊元天皇の皇子としては兄尊賞法親王に次ぎ歌道に優れ、桃園・後桜町・後桃園の3天皇をはじめとして300名に伝授した。父から受け継いだ書道にも造詣が深く、有栖川流書道の創始者として知られる。

## 妻室・子女
- 妃：二条淳子（1713-1774）  - 二条吉忠娘
  - 第1王子：音仁親王（1729-1755）
  - 第2王子：叡仁入道親王（1730-1753）（三千院）
- 家女房：越前（松岩院）
  - 第3王子：覚仁入道親王（1732-1754）（仁和寺）
  - 第4王子：増賞入道親王（1734-1770）（実相院・聖護院）
  - 第5王子：律宮（1737-1744）
- 家女房：菖蒲小路（後藤温子） - 後藤左一郎娘
  - 第1王女：職子女王（1745-1786）（紀州藩主徳川重倫と婚約、のち離縁）
  - 第2王女：文亨女王（1746-1770）（円照寺）
  - 第3王女：栄恕女王（1749-1776）（中宮寺）
  - 第6王子：常仁入道親王（1751-1772）（三千院）
  - 第7王子：織仁親王（1753-1820）
    - 徳川慶喜（最後の征夷大将軍）は織仁親王の孫に当たる。
- 家女房：藻塩（賀茂茂利） - 山本廉顕
  - 第4王女：董子女王（1759-1841）（関白近衛経熙室）
- （養子、実は音仁親王の子女） 
  - 養女：経子女王（1746-1814）（佛光寺堯祐室）
  - 養子：円遵（1747-1819）（専修寺）

妃の二条淳子の父方の祖母は霊元天皇の第3皇女・栄子内親王（1673年生）で、職仁親王の40歳上の異母姉であり、職仁親王と淳子は同年生まれではあるものの、大叔父と大姪の結婚である。嫡男・音仁親王が早世したことにより、まだ寺に入っていなかった末の王子・織仁親王が後継となった。
- 第1王子：音仁親王
- 第2王子：叡仁入道親王
- 第3王子：覚仁入道親王
- 第4王子：増賞入道親王
- 第6王子：常仁入道親王
- 第7王子：織仁親王